# Statens entomologiska anstalt
Statens entomologiska anstalt var en tidigare svensk myndighet som existerade åren 1897–1906. Verksamheten gällde entomologi för jordbrukets behov, det vill säga med inriktning på växtskydd mot skadeinsekter. Anstalten var lokaliserad till Frescati hage och var granne med Experimentalfältet. Christopher Aurivillius var en av initiativtagarna till anstaltens bildande och Sven Lampa var dess föreståndare.
Det var 14 december 1889, vid Entomologiska föreningens tioårsfest, som frågan om inrättande av en entomologisk anstalt i Sverige fördes på tal, och år 1896 var frågan så mogen, att Sveriges riksdag anvisade medel till att inrätta och driva anstalten. År 1907 uppgick anstalten i den då bildade Centralanstalten för försöksväsendet på jordbruksområdet, där den blev en avdelning. År 1932 bröts centralanstaltens växtskyddsverksamhet ut till en egen organisation, Statens växtskyddsanstalt.